# 舍瓦讷-尚日
舍瓦讷-尚日（法語：Chevannes-Changy，法語發音：[ʃəvan ʃɑ̃ʒi]）是法国涅夫勒省的一个市镇，属于克拉姆西区。

## 历史
该市镇原名“舍瓦讷”（Chevannes）。1823年，市镇特雷尼（Treigny）并入舍瓦讷。1836年，市镇尚日（Changy）并入舍瓦讷，舍瓦讷于同年更名为今天的“舍瓦讷-尚日”（Chevannes-Changy）。

## 地理
舍瓦讷-尚日（47°17'22"N, 3°27'9"E）面积18.92 平方千米，位于法国勃艮第-弗朗什-孔泰大區涅夫勒省，该省份为法国中部省份，北至约讷省，西北接卢瓦雷省，西接谢尔省，南至阿列省，东南接索恩-卢瓦尔省，东临科多尔省。
与舍瓦讷-尚日接壤的市镇（或旧市镇、城区）包括：帕里尼拉罗斯、欧蒂乌、伯夫龙河畔布里农、比西拉佩勒、尚普兰、沙泽伊、科尔沃勒当贝尔纳、马尔西、塔科奈。
舍瓦讷-尚日的时区为UTC+01:00、UTC+02:00（夏令时）。

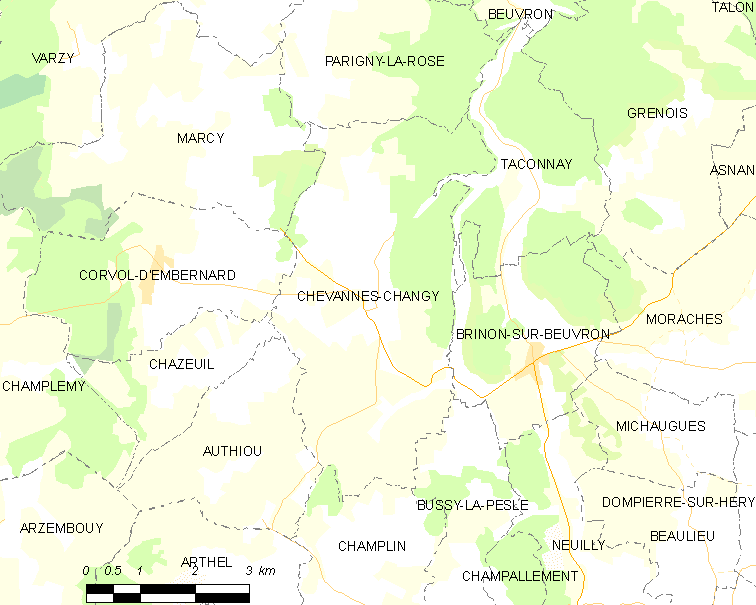
舍瓦讷-尚日的OSM定位图

## 行政
舍瓦讷-尚日的邮政编码为58420，INSEE市镇编码为58071。

## 政治
舍瓦讷-尚日所属的省级选区为科尔比尼县。

## 人口

1962-2008年间舍瓦讷-尚日人口变化图示

舍瓦讷-尚日于2022年1月1日时的人口数量为136人。